# Can Camps (Olivella)
Can Camps és una masia d'Olivella (Garraf) protegida com a Bé Cultural d'Interès Local.

## Descripció
Es tracta d'una masia formada per diferents cossos amb teulada a una i dues vessants. El cos principal consta de planta baixa i dos pisos, la resta de planta baixa i un pis. Les obertures són rectangulars, amb ampit, excepte les portes que són d'arc de mig punt adovellada.

## Història
Al segle xiii era coneguda com el mas d'en Pere Ferrer, del xv al xvii com el mas d'en Mas, i després la Casa Vella d'Olivella i mas d'en Puig (segle xviii). El nom de can Camps prové de la família de masovers que s'hi va estar des d'abans de 1740 fins a 1911, quan el mas era propietat dels Falç, de Sitges.